# Мальцев, Геннадий Иванович
Мальцев Геннадий Иванович (30 апреля 1945, Минусинск — 8 сентября 2021, Краснодар) — советский и российский физик, ведущий отечественный специалист по разделению газов и изотопов.
Автор более 100 научных публикаций и более 50 изобретений (патентов). Среди них: азотная компрессорная станция для повышения нефтеотдачи пластов, способ предотвращения или обнаружения и тушения торфяных пожаров, установка для реализации данного способа, рама передвижной компрессорной установки, генератор азота для создания инертной технологической газовой среды и другие.
Геннадий Иванович является автором идеи и основоположником создания и развития всей существующей линейки передвижных азотных компрессорных станций в Российской Федерации. Под его руководством разработаны, изготовлены, испытаны и внедрены в производство азотные станции ТГА (начало создания — 2011 год, модернизация линейки станций продолжается до текущего момента), СДА-5/101 — в 1995 году, СДА-5/220 — в 1997 году, СДА-10/101 и СДА-10/251 — в 2003 году, СДА-20/251 — в 2004 году, СДА-25/40 в 2010 году. Кроме того, по инициативе и под руководством Мальцева Г. И. была проведена модернизация воздушных передвижных компрессорных станций серии СД с повышением их производительности до мирового уровня.
За большой личный вклад в создание новых образцов специальной техники, многолетний добросовестный труд многократно награждался грамотами и благодарностями, в том числе, почетной грамотой Министерства промышленности, науки и технологий Российской Федерации, благодарственными письмами и почетными грамотами администрации Краснодарского края, администрации и Городской Думы муниципального образования г. Краснодар и др. В 2004 г. получил звание «Заслуженный машиностроитель Российской Федерации» от Министерства Промышленности РФ.

## Биография
Родился в 1945 г. в г. Минусинске Красноярского края. В 1962 г. там же окончил среднюю школу.
После окончания школы, в 1962 г. поступил на физико-технический факультет Томского политехнического института (Томский ордена Трудового Красного Знамени политехнический институт им. С. М. Кирова). В 1968 г. окончил институт, инженер-физик по специальности «Разделение и применение изотопов». В этом же году поступил в аспирантуру.
Во время учёбы и работы в институте занимался техническими видами спорта (мотогонки) и был председателем комитета ДОСААФ института.
В 1971 г. защитил диссертацию, получил учёную степень кандидата физико-математических наук по специальности «Техническая физика».
С 1971 по 1974 гг. работал старшим преподавателем и заместителем декана физико-технического факультета Томского политехнического института.
В 1974 году перешёл на работу в промышленность и по 1986 г. работал в должности директора Отделения Всесоюзного электротехнического института и заместителя генерального директора Минусинского электротехнического комплекса по науке.
В 1986 году был переведён на работу в г. Краснодар на должность директора Опытного завода, главным инженером НПК «Сатурн».
В компрессорную отрасль Геннадий Иванович пришел из атомной отрасли в 1988 году на работу в ПО «Краснодаркомпрессормаш». Работал в должности заместителя генерального директора по производству, затем главным инженером.
С 2008 по 2021 гг. — технический директор и советник ООО «Краснодарский Компрессорный Завод» и других предприятий промышленной группы.

## Значение изобретательской, профессиональной и научной деятельности
Благодаря научным изысканиям и активной практической деятельности, Геннадий Иванович разработал и внедрил в серийное производство линейку передвижных (самоходных) компрессорных азотных станций. Этот тип газоразделительного оборудования позволяет получать технический азот в газообразном состоянии из атмосферного воздуха. Мембранный способ газоразделения, лежащий в основе таких станций более экономически эффективен, чем криогенный и адсорбционный способы получения газообразного азота. Сейчас в азотных газоразделительных установках используются мембраны последнего поколения высокой производительности. Мембрана состоит из тысяч полых волокон, на которые нанесен селективный слой.
Создание передвижных (самоходных) компрессорных азотных станций позволило значительно повысить безопасность при работе с углеводородами и в горнодобывающей промышленности, усовершенствовать и упростить процессы колтюбинга, освоения и бурения нефтяных и газовых скважин, испытания и ремонта газовых скважин, нефтяных скважин, нефтепроводов и газопроводов. С созданием передвижных азотных станций при участии Геннадия Мальцева, стало возможно создание пожарных бригад для экстренного азотного пожаротушения.